# Sembé
Sembé este un oraș din Republica Congo.